# 明法道講書
明法道講書（みょうほうどうこうしょ）は、勅命によって指名された明法博士が官吏や明法道の学生に対して律令を講ずる行事。
『西宮記』には「日本紀講書」などと並んで併記されているため、手続や講書の流れもこれに準じていたと考えられている。
記録で確認されるのは以下の5つの事例である。
1. 大宝元年（701年）－講師:守部大隅・下毛野古麻呂・道首名
2. 天平宝字元年（757年）－講師:山田白金
3. 貞観4年（858年）－講師:讃岐永直
4. 延喜5年（905年）以降？－講師:惟宗直本
5. 長保元年（999年）－講師:惟宗允亮

このうち、大宝元年と天平宝字元年のものは、それぞれ大宝律令・養老律令の施行に対応したものと考えられている。これに対して、貞観以降の3回はいずれも当時を代表する明法家によるもので、天皇から彼らの功績に対する一種の栄典として実施された可能性が高い。